# Casas de Lázaro
Casas de Lázaro ist eine Gemeinde (municipio) mit 311 Einwohnern (Stand: 2024) im Süden der Provinz Albacete in der autonomen Region Kastilien-La Mancha. Neben dem Hauptort Casas de Lázaro gehören die Weiler El Batán, El Batán de los Mazos, El Cucharal, La Rinconada, Berro, Navalengua und El Puerto zur Gemeinde. 

## Lage
Casas de Lázaro liegt in der nördlichen Berglandschaft der Sierra de Alcaraz, dem nördlichen Ausläufer der Betischen Kordillere. Der Ort befindet sich in ca. 43 km (Fahrtstrecke) südwestlich der Provinzhauptstadt Albacete einer Höhe von ca. 940 m. Das Klima im Winter ist gemäßigt, im Sommer dagegen warm; die geringen Niederschlagsmengen (ca. 463 mm/Jahr) fallen – mit Ausnahme der nahezu regenlosen Sommermonate – verteilt übers ganze Jahr.

## Bevölkerungsentwicklung
| Jahr      | 1970 | 1981 | 1991 | 2001 | 2011 | 2021 |
| Einwohner | 1123 | 573  | 524  | 413  | 453  | 327  |

## Sehenswürdigkeiten
- Josephskirche